# Robert Tiernan
Robert Owens Tiernan, född 24 februari 1929 i Providence i Rhode Island, död 15 oktober 2014 i Providence i Rhode Island, var en amerikansk politiker (demokrat). Han var ledamot av USA:s representanthus 1967–1975.
Kongressledamot John E. Fogarty avled 1967 i ämbetet och efterträddes av Tiernan. Han efterträddes i sin tur 1975 av Edward Beard.